# Xã Westfield, Quận Tioga, Pennsylvania
Xã Westfield (tiếng Anh: Westfield Township) là một xã thuộc quận Tioga, tiểu bang Pennsylvania, Hoa Kỳ. Năm 2010, dân số của xã này là 1.047 người.